# Monsano
Monsano és un comune (municipi) de la província d'Ancona, a la regió italiana de les Marques, situat a uns 20 quilòmetres a l'oest d'Ancona. A 1 de gener de 2019 la seva població era de 3.350 habitants.
Monsano limita amb els següents municipis de Jesi, Monte San Vito i San Marcello.